# Oppa, Oppa
『Oppa, Oppa』（オッパオッパ）は、2011年12月16日にデジタルリリースされたSUPER JUNIOR-D&Eのデビューシングル。翌年4月にはCD化された日本シングル盤が発売された。

## 概要
SUPER JUNIORのワールドツアーSUPER SHOW 4でドンヘとウニョクが同楽曲を披露した反響を受け、2011年12月16日にデジタルシングルとしてリリースされた。

## 収録曲
| #         | タイトル                   | 作詞             | 作曲             | 編曲      | 時間 |
| --------- | -------------------------- | ---------------- | ---------------- | --------- | ---- |
| 1.        | 「첫사랑 (First Love)」    | ドンヘ           | Peter, ドンヘ    | Peter     | 2:05 |
| 2.        | 「떴다 오빠 (Oppa, Oppa)」 | Peter, Young Sky | Steven Greenberg | Peter     | 3:16 |
| 合計時間: | 合計時間:                  | 合計時間:        | 合計時間:        | 合計時間: | 5:21 |

## 日本シングル盤
SUPER JUNIOR-D&Eの日本デビュー作となったシングルであり、本作で同グループの楽曲が初のCD化。2012年4月4日にavex traxから発売された。

## 日本シングル盤収録曲
| #         | タイトル                    | 作詞             | 作曲             | 編曲      | 時間  |
| --------- | --------------------------- | ---------------- | ---------------- | --------- | ----- |
| 1.        | 「Oppa, Oppa」              | 松井五郎         | Steven Greenberg | Peter     | 3:16  |
| 2.        | 「First Love」              | 松井五郎         | Peter, ドンヘ    | Peter     | 2:07  |
| 3.        | 「Oppa, Oppa」(Korean ver.) | Peter, Young Sky | Steven Greenberg | Peter     | 3:18  |
| 4.        | 「First Love」(Korean ver.) | ドンヘ           | Peter, ドンヘ    | Peter     | 2:05  |
| 合計時間: | 合計時間:                   | 合計時間:        | 合計時間:        | 合計時間: | 10:46 |

| #  | タイトル                                         | 作詞 | 作曲・編曲 |
| -- | ------------------------------------------------ | ---- | ---------- |
| 1. | 「Oppa, Oppa -MUSIC VIDEO-」                     |      |            |
| 2. | 「Oppa, Oppa -MUSIC VIDEO- [DANCE ver. Type A]」 |      |            |
| 3. | 「MUSIC VIDEO MAKING CLIP」                      |      |            |

## 日本での活動
2012年3月31日放送の『めちゃ2イケてるッ！』に出演。本放送がSUPER JUNIOR-D&Eの日本ゴールデン帯バラエティ番組の初出演である。番組内で、ナインティナインの岡村隆史率いる岡村探検隊がSMエンタテインメント社内を探検し、少女部族（少女時代のこと）を探し出す中でSUPER JUNIOR-D&Eに遭遇。少女部族の捕獲方法を尋ねられるとウニョクは「Oppa, Oppaを歌って踊れば捕獲できる」と説明し、続けて「宣伝ではないけど4月4日に日本シングルを発売する」とプロモーションした。同番組への出演は大きな反響を呼び、後日SUPER JUNIORの日本公式サイトへの新規訪問者数が通常時の5倍以上となった。
4月11日には東京のSHIBUYA-AXにて『Oppa, Oppa』購入者イベントを計3公演開催。「Oppa, Oppa」やカップリング曲の「First Love」を披露し、トークや質問コーナーを通してファンと交流した。